# Alla ricerca di Teddy
Alla ricerca di Teddy (Le Doudou) è un film del 2018 diretto da Julien Hervé e Philippe Mechelen.

## Trama
Michel ha perso il peluche di sua figlia all'aeroporto di Parigi Charles de Gaulle e affigge un manifesto con una ricompensa. Sofiane, un giovane impiegato dell'aeroporto, la vede come un'opportunità per fare un po' di soldi e afferma di aver trovato il peluche. Svelata la menzogna, Sofiane offre quindi il suo aiuto per trovare il vero peluche, in cambio di un compenso; quindi, il duo va alla sua ricerca, che si rivela più complicata del previsto e li conduce nei luoghi più improbabili.

## Riconoscimenti
Il film ha ricevuto il Premio della Giuria all'Alpe d'Huez International Comedy Film Festival 2018.